# Gloria musaealis
Gloria musaealis, česky Muzejní sláva, je česká národní soutěž a cena za počiny v oboru muzeologie. Vítězové získávají stejnojmennou bronzovou plastiku.

## Soutěž
Asociace muzeí a galerií České republiky, společně s Ministerstvem kultury České republiky, vyhlašuje od roku 2002 každoročně Národní soutěž muzeí Gloria musaealis. Soutěž je vyhlašována dle § 19 odst. 2 Nařízení vlády č. 5/2003 Sb., o oceněních v oblasti kultury, udělovaných Ministerstvem kultury, v platném znění a ceny jsou udělovány na základě rozhodnutí sedmičlenné komise. Výsledky soutěže jsou zveřejňovány dne 18. května při příležitosti Mezinárodního dne muzeí a jsou udělovány . Soutěž je vyhlášena ve třech hlavních kategoriích:
- Muzejní výstava roku,
- Muzejní publikace roku,
- Muzejní počin roku,

a jedné zvláštní kategorii
- Cena Českého výboru ICOM.

Do soutěže se mohou přihlásit muzea a galerie se svými projekty či výsledky uskutečněnými v průběhu aktuálního ročníku. Cílem soutěže je upozornit širokou veřejnost na přínos muzeí ke zpřístupňování a využívání kulturního dědictví i k jeho ochraně. Dalším cílem je také upozornit na špičkové výkony institucí nebo jednotlivých pracovníků a zvýšení prestiže ve vědním oboru muzejnictví.

## Plastika Gloria musaealis
Ocenění v soutěži získávají malou bronzovou plastiku Gloria musaealis, znázorňující zakloněnou sedící dívku (múzu), která troubí na polnici. Autorem plastiky je Pavlína Čepičková-Šůsová (1972– 2018).